# Singing Ringing Tree
Koordinaten: 53° 45′ 42,4″ N, 2° 14′ 28,9″ W

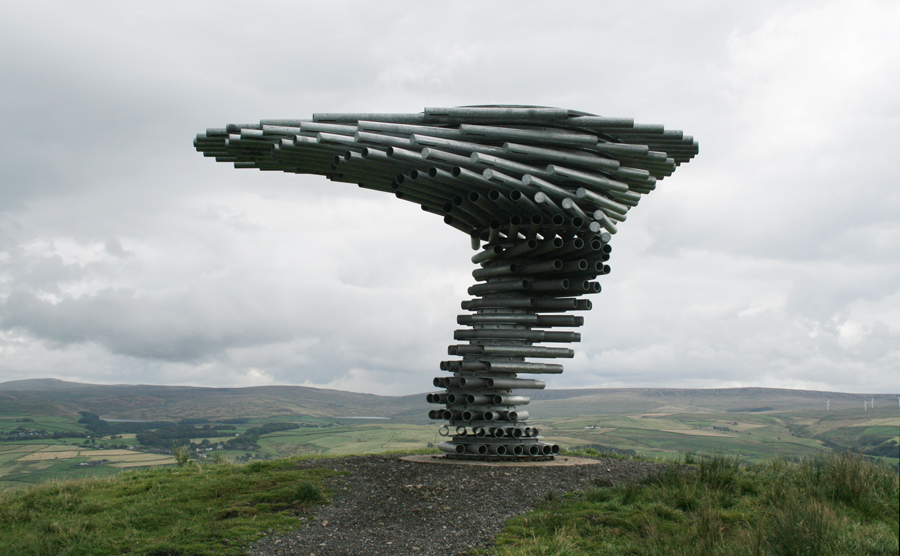
Mike Tonkin und Anna Liu: Singing Ringing Tree (2006) in Lancashire, England

Der Singing Ringing Tree (englisch für „Das singende, klingende Bäumchen“ nach dem gleichnamigen Märchen) ist eine musikalische bzw. musizierende Skulptur in der Landschaft der Pennines mit Sicht auf Burnley in der Grafschaft Lancashire in England. Die Skulptur wurde am 14. Dezember 2006 durch den Bürgermeister von Burnley, Mohammad Najib, und die Designer Mike Tonkin und Anna Liu enthüllt. Sie ist ein Objekt der Environment-Kunst, bei der es in erster Linie um die Beziehung zwischen dem Kunstwerk und dessen Umgebung geht.

## Konzept
Die Skulptur wurde im Jahr 2006 fertiggestellt und ist Teil einer Serie von vier Skulpturen innerhalb des Panopticons-Kunst-und-Regeneration-Projekts des East Lancashire Environmental Arts Networks (East Lancashire Environment-Kunst-Netzwerk). Panopticons sind Skulpturen, die noch aus großer Weite gesehen werden können, also auf geografischen Erhebungen errichtet werden. Sie sollen hierbei Symbole der Renaissance der über das östliche Lancashire verstreuten Areale, in denen sie stehen, und damit moderne Sehenswürdigkeiten des 21. Jahrhunderts sein.

## Design und Konstruktion
Der Singing Ringing Tree wurde von den Architekten Mike Tonkin und Anna Liu entworfen und aus Röhren aus galvanisiertem Stahl konstruiert, welche die Energie des ständig über die offene Fläche wehenden Windes schneiden und bündeln, sodass sie leicht unstimmige, durchdringende chorale Töne produzieren, die auf einem Tonumfang mehrerer Oktaven beruhen. Die Röhren erinnern damit in ihrer Art an Orgelpfeifen.
Einige der Röhren sind lediglich strukturelle und ästhetische Elemente, während andere längs aufgeschnitten wurden, um so den Ton zu ermöglichen. Die harmonischen und singenden Eigenschaften der Baum-Skulptur wurden dadurch erreicht, dass man die Röhren ihrer Größe nach anordnete und sie durch das Hinzufügen von Löchern auf der Unterseite stimmte.

## Auszeichnungen
Im Jahr 2007 gewann die Skulptur neben 13 anderen Kandidaten den National Award des Royal Institute of British Architects (RIBA) für architekturelle Exzellenz.